# TBN 광주매거진
문애란의 TBN 광주매거진는 TBN 광주교통방송(광주, 목포, 해남, 진도 FM 97.3MHz, 여수, 순천, 광양 FM 103.5MHz)에서 평일 오후 5시부터 5시 55분까지 방송되었던 광주,전남지역 주요 이슈와 시사,정보 등을 집중 조명해보는 종합정보 프로그램이다. 2022년 10월 21일 자로 25년만에 폐지되었다.

## 프로그램 소개
- 광주,전남지역 주요 이슈와 시사,정보 등을 집중 조명해보는 종합정보 프로그램

## 코너소개

### 매일 코너
- 당신이 놓칠뻔한 뉴스 - 주요 이슈, 현안 뉴스
- 시사 플러스 - 프리 아이템
- 증시 코멘트 - 증시 분석과 전망

### 요일 코너
- 월요일 - 일자리S.O.S : (노동청,중장년일자리센터 등 협업)
- 월요일 - 자치와 이슈 : (남도일보 윤종채 주필)
- 화요일 - 슬기로운 (경제,연금,중기,국보)생활
- 화요일 - 이슈, 있슈! : (임병식 서울시립대 교수,최회용 전 참여자치21대표,심철의 시사평론가)
- 수요일 - 여러분, 안전하십니까? : (광주시 시민안전실,방재전문 송창영 교수,안전보건공단,도로교통공단)
- 수요일 - 젊은 시선 : (청년활동가 김성훈과 함께)
- 목요일 - 시.도정뉴스
- 목요일 - 시사와 팩트 : (고재권 시사평론가)
- 금요일 - 우리 지역은 지금 : (나주,장흥,강진,화순,해남,광양,담양,영광)
- 금요일 - 김대현의 시사 콜콜 :(위민연구원 김대현 원장)